# 椰 (漫画)
『椰』（なぎ）は、ホラーハウス（大陸書房）で連載されていた、流水凜子の漫画作品。全8巻。
超常能力を持った少女・蔦野椰の苦悩と戦いを描いたサイキックホラー。

## コミックス一覧
1988年～1991年、ホラーハウスコミックスより発行（現在は絶版）。巻毎にサブタイトルがつけられている。
- 第1巻 フェーズ・I マリコ ISBN 9784803323665
- 第2巻 フェーズ・II 静（しずか） ISBN 9784803316032
- 第3巻 フェーズ・III 闇の覚醒 ISBN 9784803316766
- 第4巻 フェーズ・IV 橋姫（はしひめ） ISBN 9784803323757
- 第5巻 フェーズ・V 顰（しかみ） ISBN 9784803327656
- 第6巻 フェーズ・VI 榧子（かやこ） ISBN 9784803331677
- 第7巻 フェーズ・VII 弱法師（よろぼし） ISBN 9784803336849
- 第8巻 フェーズ・VIII 天門・地門（てんじょう・ちじょう） ISBN 9784803337853

## あらすじ
高校生の蔦野椰は、生まれながらに超常能力を持っていたため、母親を始めとした周囲の人間に恐れられ、友人も作らず孤独な日々を過ごしていた。椰は転入先の高校で御園生マリコと知り合い親しくなるが、彼女と出会った後も様々な事件に巻き込まれていく。
二人が通う高校で生徒の飛び降り自殺が相次いで発生し、校内に侵入した浮浪者による猟銃乱射事件によって数人の教師と生徒が犠牲になった。椰は事件を引き起こした元凶である少年との死闘に打ち勝ち、平穏な日常を取り戻したのだが……。
一方、これらの事件を知った秘密結社「九曜（くよう）」は、椰の力によって数々の事件が誘発されたと断じ、彼女を抹殺するために刺客を差し向ける。次々に差し向けられる九曜の刺客を撃退する椰であったが、それが彼女自身の出生の真実、九曜の主上・沙那と自分とを結ぶ深い因縁を知るきっかけともなっていく。

## 登場人物

### メインキャラクター
蔦野椰（つたの なぎ）
主人公。高校2年生。生まれながらに超常能力を持っていたため、母親を始めとした周囲の人間に恐れられ、孤立していた。
謎の秘密結社「九曜」の襲撃を受け、次々に放たれる刺客たちと戦うが、その戦いが自身の出生の真実を知るきっかけともなる。
今までの苦い経験から、学校をサボったり男言葉を使うなど、少々悪ぶった態度を取っているが、本質は不器用で真面目。
御園生マリコ（みそのお マリコ）
椰のクラスメイト。好奇心旺盛で霊感が強いために様々な事件に巻き込まれ、何度も危険な目に遭っている。
椰が九曜に追われる身になっても、最後まで彼女を見捨てず共に戦った。
マスター
椰の行きつけのバー「シャクティ」のマスターを務める謎の男性。椰とマリコのよき理解者（もちろん、未成年である椰とマリコはソフトドリンクやデザートのみを注文している）。彼もまた超常能力者であり、九曜の事情にも通じているが……。

### 九曜
日本の宗教団体に多大な影響を及ぼしている秘密結社。本拠地はかつて「温羅村（ウラむら）」と呼ばれていたが、17年前に発生した嵐と土砂崩れによってほぼ壊滅し、二人の女の嬰児のみが生き残ったとされている。長である主上（しゅじょう）を筆頭に、「九曜」と呼ばれる9人の最高幹部がいる。最高幹部はそれぞれが多数の信徒を抱える教祖や超常能力者でもあり、能面で素顔を隠している（幹部の通り名も能楽・能面の題名から取られている）。椰の持つ力を危険視し、彼女を抹殺するために次々に刺客を差し向ける。
計都の沙那（ケートゥのサナ）
現在の主上を務める17歳の少女。生まれてすぐに両親を亡くし、姥によって育てられた。先代の主上でもあった姉・沙保の死により、12歳で主上に任命される。椰の力によって数々の事件が誘発されたと断じ、彼女を抹殺するために刺客を差し向ける。
本名は天門沙那（てんじょう さな）。椰とは生まれたその瞬間から深い因縁で結ばれている（直接の血縁者ではないが、生年月日と生まれた時刻・土地が全く同じ）。
十法の橋姫（ホーマのはしひめ）
九曜の末席で第一の刺客。椰との死闘に敗れて火傷の痕が残る顔面に傷を負い、最期は忌まわしい記憶が生み出した妄執から解放されて息を引き取った。
本名は篝（カガリ）。九曜の最新参メンバーで神職の娘として生まれる。超常能力を持った巫女として父親に恐れられ、凄惨な虐待の末に顔の右半分を薬品で焼かれている。
火曜の顰（マンガラのしかみ）
九曜の一員で第二の刺客。青龍刀に似た曲刀を得物にしている男。さらなる力を得るために、自らの左腕を斬り落としている。沙那の命によって椰を襲撃するが、そこに割り込んできた仲間の童子を誤って斬ってしまう。
本名は魁義（カイギ）。生まれつき両手の指が三本ずつしかない。
水曜の童子（ヴッダのどうじ）
橋姫と共に末席を務める九曜の一員。得物は錫杖。椰を抹殺することに疑問を抱いており、沙那を裏切ってまで顰の襲撃から椰を守ろうとするが、逆に斬られてしまう。椰を守ることが先代の主上・沙保の意思であると言い残し、息を引き取った。
本名は通（トオル）で盲目の青年。先代の主上・沙保の頃から九曜に仕えていた。
土曜の怪士（サナイスカラのあやかし）
九曜の一員。弱法師とは共に修行に励んだ盟友だったが、先代の主上・沙保の死をきっかけにして完全に袂を分かつ。
本名は右流間（ウルマ）。生まれつき赤い目を持っている。
金曜の痩女（スクラのそうじょ）
九曜の一員。椰を抹殺することを良しとせず、仲間である怪士と姥の襲撃から彼女をかばい絶命する。童子と同じく、椰を守ることが先代の主上・沙保の意思であると言い残し、死の間際に椰を実母である榧子の魂にひき会わせた。
本名は幾乃（イクノ）。我が子を亡くし絶望していたところを沙保に救われた。
木曜の姥（ブラスパティのうば）
九曜の一員で沙那の育ての親でもある老女。先々代の主上の頃から九曜に仕えており、沙那を盲目的に崇拝している。先代の主上・沙保の死の真相を知る数少ない人物の一人。
日曜の小尉（サーヤのこじょう）
九曜の一員で先代の主上・沙保の育ての親でもある老僧。姥と同じく先々代の主上の頃から九曜に仕えており、九曜の安定のためならあらゆる手段を辞さない沙那と姥に疑念を抱いている。沙保の死の真相や、椰と天門姉妹を結ぶ深い因縁についても熟知しており、自身は戦いには直接参加せず、椰と沙那の決着を最後まで見届ける。
月曜の弱法師（ソーマのよろぼし）
かつての九曜の一員で先代の主上・沙保の腹心の部下であり、彼女から「精霊の術」を伝授されている。
沙保の死の真相を知る数少ない人物の一人であり、深い闇に囚われている彼女の魂を救うため、沙保の生前の願いを叶えるために九曜を飛び出した。沙保の命により、彼女の力を補う人物を長年の間探し続けていた。
本名は深上（みかみ）。8年前に一家心中で両親と弟を亡くし、その3年後に主であり最愛の女性でもあった沙保を失っている。
羅睺の沙保（ラーフのサホ）
先代の主上で沙那の7歳違いの姉。昏睡状態で誕生したため小尉に預けられた。17年前の嵐の日に意識を取り戻し、それから間もなくして主上に任命された。5年前に19歳で亡くなっているが、現世に思い残したことがあるらしく、その魂は深い闇に囚われている。
本名は天門沙保（てんじょう さほ）。弱法師（深上）とは主従以上の信頼関係で結ばれており、彼に「精霊の術」を伝授している。

### ゲストキャラクター
神殿井静（かのい しずか）
フェーズ・IIに登場。椰のクラスに転入してきた少女。神官の血を引く旧家・神殿井家の娘で3歳の時に双子の兄を交通事故で亡くしている。
地門榧子（ちじょう かやこ）
フェーズ・VIに登場。椰の産みの母であり、彼女を出産して間もなく亡くなっている。沙保と同じく現世に思い残したことがあるらしく、その魂は未だ深い闇に囚われている。死にゆく姥の導きによって、娘の椰とただ一度の対面を果たした。
蔦野桧津子（つたの えつこ）
フェーズ・VIに登場。椰の母（育ての母）。従妹の榧子の忘れ形見である椰を引き取って女手一つで育てていたが、彼女の力を恐れるあまり椰の元を去ってしまう。家を飛び出していても椰のことは決して忘れたりせず、学費や家賃の支払い、毎月の仕送りを欠かさないなど、経済的援助をしていた。
瑛（えい）
フェーズ・VI以降に登場。神出鬼没の謎の少年。弱法師（深上）とは旧知の間柄であり、九曜の事情にも通じている。「過去のことなら何もかも知っている」と言い、何かにつけて椰とマリコの味方になるが……。